# 温家宝
温 家宝（おん かほう、簡体字：温 家宝、繁体字：溫 家寶、英語：Wen Jiabao、ウェン・チアパオ、1942年〈民国31年〉9月15日 - ）は、中華人民共和国の政治家。第9期国務院副総理、第16・17期党中央政治局常務委員、第6代国務院総理を歴任した。党の第4世代では最高指導者である胡錦濤総書記と共に重要な位置を占め、胡錦濤政権における党内序列は胡錦濤総書記・呉邦国委員長に次ぐ第3位であった。

## 経歴

### 中国共産党入党と甘粛省での活動
1942年9月15日に天津市郊外にて、教員の家庭に誕生する。天津南開中学卒業後の1960年に北京地質学院（現在の中国地質大学）へ入学。1965年4月に中国共産党に入党し、1968年に研究生課程を卒業し、地質関係の技術者として働き始める。1968年から1978年までの間、甘粛省地質局に配属され、地質鉱産部門の技術員・行政指導員として業務に従事した。1979年には甘粛省地質局副局長に就任。後に党総書記・最高指導者となる胡錦濤と同様に当時の甘粛省委員会書記だった宋平によって抜擢された温家宝は1982年に国務院の地質鉱産部政策法規研究室主任となる。

### 中央政界へ
温家宝が甘粛省から北京の国務院に移った当時、共産党総書記であった胡耀邦は若手の有能な人物の登用を進めていた。地質鉱産部長（大臣）の孫大光の賞賛を受けた温は、1983年10月に地質鉱産部副部長（次官）に就任した。その後胡耀邦によって抜擢され、1986年5月に党中央弁公庁主任となる。1993年に中央財経領導小組秘書長に転出するまで、温家宝は胡耀邦・趙紫陽・江沢民の3代の総書記の下で中央弁公庁主任を務めた。温家宝はこの3人の総書記に仕えた唯一の人物である。1987年11月には党中央委員に選出され、党中央書記処候補書記となる。
1989年5月19日に民主化を要求して天安門広場を占拠した学生たちと対話を試みるため、趙紫陽は彼らの下へ向かった。温家宝は趙紫陽に同行した（天安門事件を参照）。この趙紫陽の行動は「重大な反抗」とされ、趙紫陽は総書記を解任されて失脚、2005年1月の死まで自宅軟禁に置かれた。しかし温家宝は、当時の立場や自己批判が考慮されたことで、天安門事件の余波を受けて失脚することもなく政治的に生き残った。
その後1992年10月に党政治局候補委員・中央書記処書記となり、1997年には党政治局員となった。そして1998年に朱鎔基内閣が発足すると、温家宝は金融・農業担当の国務院副総理に任命された。朱鎔基内閣において温家宝は経済・農業・財政・防災政策を監督し、中国の重要方針である世界貿易機関への加入の準備活動に従事した。温家宝は1998年から2002年まで中央金融工作委員会の書記を務めた。

### 国務院総理

#### 第1期
2002年11月15日に第16期党中央委員会第1回全体会議（第16期1中全会）において胡錦濤指導部が発足し、温家宝は政治局常務委員に選出された。政治局内での序列は第3位で、2003年3月に正式に発足する胡錦濤政権において温家宝が国務院総理（首相）に指名されることが確実なものとなった。
2003年3月に開催された第10期全国人民代表大会第1回会議にて温家宝は正式に国務院総理に就任した。中国共産党員や官僚の腐敗に対しては厳しい態度で臨んでいる。
総理となった温家宝は改革開放を監督し、国家目標をほかの社会的目標（公衆衛生や教育など）とともにケーキ理論を掲げて平等主義の富を重視した成長から何としてでも中国経済を成長させようという目標に転換した。加えて、中国政府は温家宝の指導のもとで、環境や労働者の健康への被害を含む経済発展の社会的費用に焦点を合わせ始めた。この、より包括的な定義は小康社会に要約された。温家宝の広範な経験と専門知識は、改革による過去20年間で除外された地方の経済を活性化させようという朱鎔基の農業政策のもとで議長を務めるあいだに培われた。当初寡黙で出しゃばらないと思われていた温家宝は、「良き伝達者」、そして「人民の味方」として知られた。温家宝は20年間の経済成長（とくに地方や中国の西方）で除外されたかに見えた人々に手を差し伸べるために多大な努力をしたと思われている。温家宝と胡錦濤の両者は江沢民及び中央政治局常務委員会で彼の保護下にある者、いわゆる「上海幇」を結成していた者たちとは異なり、広漠な中国国内での政治的基盤を強化した。人々は、「人民の味方」こと温家宝と胡錦濤、対する江沢民との対比に注意した。
頑健で直接的にものを言う前任の朱鎔基に比べ、穏やかで融和的な温家宝は、合意に基づく政権運営を旨としていた。これは大きな信用を得たが、より厳格な政策決定を支持する者は、温家宝の政権運営を批判した。温家宝は中央政府の方針と一致しない上海市党委員会書記（当時）の陳良宇と衝突していたことが知られている。
温家宝は国務院総理に就任するとまず公衆衛生問題に力を注いだ。国務院総理就任直後に中国で発生したSARSの危機では中国当局の怠慢を厳しく批判し、SARSの伝染防止に尽力した。また雲南省と河南省で拡大していたエイズを中国発展にかかる大きな負担と捉え、同年11月から、中国の総理として初めてエイズの撲滅に公式に取り組みはじめた。2004年5月に温家宝はエイズの被害に遭った地域を訪問し、その訪問の様子は全国のマスコミによって大きく報じられた。そして薬物依存症の問題にも取り組み、同年3月に中国南方にある複数の薬物依存治療施設を訪問して、国内のエイズが、性交渉よりもむしろ薬物乱用と皮下注射器の再利用によって蔓延しやすいことを認めた。
さらに温家宝は地方の貧困の解決にも取り組んだ。温家宝は頻繁に地方の比較的貧しい区域を視察したが、地方当局がしばしば行う貧困の事実の隠蔽を防ぐために、温家宝の訪問先の決定は無作為に行われた。温家宝は国務院の会議で、地方の経済格差の問題に取り組むことを明らかにした。党総書記の胡錦濤と共に温家宝は農業・農村地帯・農民のいわゆる三農問題について、研究と発展を要する分野であると強調した。胡温政権は、2005年に農業税を完全に廃止した。これは地方の経済モデルを大きく変えた大胆な手段であった。
2007年3月5日に温家宝は軍事予算を増やすことを発表した。2007年末までの軍事予算は前年の450億ドルと比較すると17.8パーセント増加している。これはアメリカ国内で緊張状態を生んだ。
2007年の第17回党大会を前に温家宝が引退することと、陳良宇との衝突があったという噂が立った。一部の情報源では温家宝が疲労による引退を請うつもりであったことを示唆していたが、結局温家宝は国務院総理の座に留まり続けた。この党大会で胡錦濤が中国の今後5年間の方向性を示す政治報告を行ったが、温家宝はその草稿を作成する責任を負った。
温家宝は国民との直接対話を進めた。2005年の旧正月に温家宝は山西省の炭鉱で炭鉱作業員の一団と過ごした。また、2008年1月の旧正月直前、大雪による雪害が中国を襲った。温家宝は長沙と広州の鉄道駅を訪れると、帰省のために列車を長時間待っていた市民たちの怒りを鎮めるために演説した。このように国民との対話を重ねる温家宝は、多くの人から「国民の総理」であり、「人民主義者」であり、そして「一般人の需要を知り、理解している普通の国民」であると評価されている。彼の態度は一見誠実・温和であり、かつての周恩来と比較されることがある。

#### 第2期
2008年3月16日に国務院総理に再選された温家宝は、急激に進行するインフレーションの抑制と北京オリンピックの成功による中国の国威発揚に努力した。一方で同年にアメリカ合衆国で発生したリーマン・ショックに続く世界金融危機が各国で影響を及ぼすと、中国もそれを免れることはできず、温家宝は深刻な経済問題に直面した。そのため、社会の安定に力を入れたが、2008年3月にチベットで発生した暴動では、政策面で大きな集中力が要求された。チベット騒乱のさなかの温家宝は、「ダライ・ラマとその追随者が全ての分離独立活動を断念することを選ばない限り、彼らとの協議を拒否する」として、共産党政府の報道官として動いた。温家宝が総理に再選された第11期全国人民代表大会第1回会議閉会後の記者会見（2008年3月18日）の場で、温家宝はチベットでの暴動を受けてダライ・ラマ14世とその支持者を非難し、「ダライ・ラマが『チベット独立』を放棄し、『台湾を中国不可分の領土と認める』なら対話してもいい」と発言した。
2009年2月28日に温家宝は中国共産党政府の公式ウェブサイト『gov.cn』と『新華社ネット』が主催したビデオ会議でオンラインによる質問に答えた。温家宝は政府の透明性と見解について公然と述べた。多数の中国人ネットユーザーから広範囲に亘る質問を受けた温家宝は、大きな経済問題（世界的な財政破綻など）についての質問を選び、それに答えた。同年3月の第11期全人代第2回会議で、温家宝は中国の経済成長が2009年には目標（保八）の8%を割ることはないという声明を伝えた。温家宝は中国が最も保有するアメリカ国債について懸念を表明した。温家宝はより変わった身振りで台湾訪問への関心も示し、「歩けなければ這ってでも行く」と述べた。
2011年1月24日に全国からの陳情を受け付ける北京市内の国家信訪局を訪問し、賃金の未払いや土地の強制収用などを巡る陳情者の訴えを直接聞いた。これは、中華人民共和国の建国以来初のことである。温家宝は陳情者の切実な訴えに「私たちの政府は人民の政府であり、私たちの権力は人民が付与したものだ。人民の困難や問題を解決する責任がある」と述べ、対策を取る方針を示した。また、「すべての行政行為は社会からの監督を受ける必要があり、一切の行政権力は白日の下にさらされて運営されるべきだ」と、政治改革について踏み込んだ発言もした。かねてから温家宝は言論の自由の緩和など、中国版ペレストロイカとも言える政治改革の必要性を主張してきた。しかし改革派の温は党内の保守派や既得権益を重んじる層（上海閥、太子党）から批判の矢面に立たされ、さらに国務院内でも温家宝が中国の次期党総書記（最高指導者）に推していた常務副総理の李克強は4兆元の大規模な財政出動（内需拡大十項措置）を断行して世界金融危機も乗り越えた国務院副総理の王岐山と比較して危機管理が弱いと評され、最終的に温家宝は権力闘争に敗れ、軍部や保守派が推したとされる習近平が胡錦濤の後継者に確定したという経緯が報じられた。
2012年3月14日に全国人民代表大会閉幕後の記者会見で、薄熙来への批判と思われる発言を行った。

### 四川大地震への対応
2008年5月12日に四川大地震が発生した際、地震発生からわずか数時間で地震の被災地に向かったことで温の人気はさらに上昇した。彼は災害後直ちに地震救援活動事務局長に指名された。温家宝の被災地への訪問を受けてその姿は全国のマスコミに映され、「人民の総理」と呼ばれた周恩来と温家宝とを比較した多数のビデオが中国国内のブログにアップロードされ、その人気は著しく高まった。中国の指導者たちが堅く、じっと動かずに座っているように見える姿が国営テレビに映し出されると、温家宝の現場での姿と率直な性格は中国国民から大きな支持を得た。海外メディアと同様にこの大地震の科学的予測の有効性がインターネットフォーラムにて考察された。温家宝は科学的予測を発表しようとした唯一の中国の指導者として伝えられてそれを公表したが、強大な権限を持つ共産党常務委員会の他の委員によって防がれた。

## 政治的見解
温家宝の政治的見解に関して、香港と台湾のジャーナリストと同様に中国国内でもいくつか論争がある。記者会見の場では胡錦濤よりも多く姿を見せるため、彼らの全てを評価することは困難だが、温家宝の観点を識別するのは胡錦濤よりも容易である。通常中国内外のメディアは温家宝を普通の人々の要求に触れる「人民主義者」と信じている。最大の社会問題には温家宝の政策の種類として、社会調和に基づく政権の主要なイデオロギーである科学発展観を規定している。政治改革に関する温家宝の見解が何なのかは明らかにされてはいない。温家宝は「中国では今後100年社会主義制度が続くでしょう」と述べたにもかかわらず、後に第10回全国人民代表大会にて「民主主義は社会主義制度の基本的な狙いの一つです」と述べた。
2008年9月のインタビューにて、温家宝は独立した司法制度の構築を通して人々からの批判を受け入れる政府のために「本当に人々に属した」権限のために中国の民主主義制度は改善する必要があることを認めた。
台湾に関しては、温家宝は世評によれば段階的な交渉を信じている。新華社は2007年の早期に温家宝の名前で国家の発展についての記事をいくつか発表している。温家宝は党の公式見解とは若干異なる視点を持っている徴候であると疑われた。
2007年9月に全国紙で詩を創作した。中国の将来についての彼の微妙に空想的な認識が紹介され、海外メディアで称賛された。
マスコミでの温家宝の誠実な物腰にもかかわらず、指導者間の明快な分裂は無い。知識人の一群は温家宝の人民主義的アプローチについて警告を発しており、中国の経済発展に影響を及ぼすと主張した。
2013年3月5日に開催された全国人民代表大会で習近平の政治路線に批判的な発言を行った。

## 外交姿勢
台湾独立運動・チベット独立運動・中国の人権問題といった政治的に敏感な難題にしばしば直面した。2003年12月に温家宝はアメリカ合衆国を初めて訪問した。この訪問ではアメリカのジョージ・W・ブッシュ大統領に対して台湾の陳水扁総統（当時）に対する非難を訴えた。続くカナダとオーストラリアへの訪問では経済問題が主要議題に上った。なお台湾問題について2005年3月15日に全国人民代表大会で2896の過半数（棄権2）であった反分裂国家法が可決された際に温家宝は「我々は外国からの干渉を望まないが、それを恐れない」と述べ、アメリカの姿勢を言外に批判した。温家宝は中国の標準にしては珍しく長い拍手を受けた。

### 日本との関係

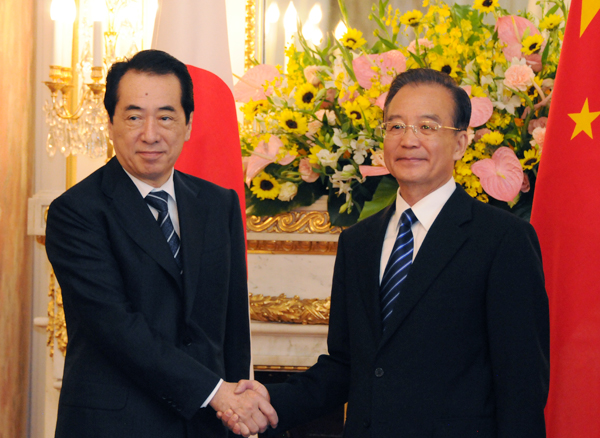
2011年、内閣総理大臣菅直人と会談

靖国神社参拝問題で温家宝は小泉純一郎との関係は悪い事もあって会談を拒否しており、2006年9月にフィンランドのヘルシンキでアジア欧州会議（ASEM）での小泉首相との接触の有無について言及し、「小泉首相が自らあいさつして来られたので私もあいさつしたが、接触はしていない」と述べた。
2007年4月11日に温家宝は日本を訪問した。温家宝はこの訪日を「融氷之旅（日中の冷えきった政治的関係を氷に例え、その融解への旅）」と位置付け、「政冷経熱」の日中関係を打開する道筋をつけようとした。4月12日の国会での演説では「日本の過去への謝罪」を評価する一方で「それを行動で示すように」とした（靖国神社参拝の自粛を求めている）。また、温家宝が演説原稿にあった「戦後、日本が平和発展の道を歩んだことを中国人民は評価する」内容の一節を読み飛ばしたこと について、日本の議員たちの間では「わざと抜いたのではないか」と憶測も飛んだ。外交部は後日「その直前にあまりに拍手が大きく沸き起こったので、うっかり読み飛ばしてしまった」と説明した。温家宝は首相の安倍晋三（当時）と共に日中国交正常化35周年イベントの歓迎レセプションに参加し、靖国神社参拝を肯定した安倍とは難無く友好ムードをアピールした。
明仁天皇との会見では「2008年北京オリンピックの開会式に招待したい」と述べ、日本政府を困惑させた。さらに皇太子夫妻の北京オリンピック開会式への参加を招請した。しかし、江沢民時代からの愛国教育によって中国で反日感情が高まっていることを警戒した日本政府は、温家宝の要求を断っている。
主要政党の首脳や創価学会の池田大作とも会談している。最終日の4月13日には、日本で初めて孔子学院が開設された立命館大学を訪問し、「四庫全書」を寄贈した。
立命館大学を訪問した際温家宝は学生と野球に興じたが、高山正之はこれを「自国向け」のパフォーマンスと見ている。すなわち中国のテレビ局が温家宝の振る舞いを繰り返し放送することによって、反日感情が高まっている中国国民に対し、「日本と中国は本当は仲良しなのだ」ということを知らしめることを目的としたものだという。
2010年5月に再び日本を訪れ、首相（当時）の鳩山由紀夫と会談した。
2011年5月、日中韓首脳会談出席のため、来日。東日本大震災直後の福島県と宮城県の被災地を見舞い、避難所の人びとに生活物資、子供たちへパンダのぬいぐるみ、そして四川大地震被災者からの千羽鶴を届けた。また、東京で日本のアイドルグループSMAPと面会し、日中友好のための北京公演が実現された。

### 尖閣諸島における漁船衝突に対して
2010年9月7日、中国の漁船が日本の領海である沖縄県の尖閣諸島付近で操業中に日本の海上保安庁の巡視船に発見され、停船を勧告されるも漁船は無視して逃走した。逃走の際、中国の漁船は海上保安庁の巡視船に衝突を繰り返し、巡視船2隻を破損させ、同漁船の船長は公務執行妨害で逮捕された。
日本の対応について中国側は激しい怒りを見せた。温家宝は「不法拘束中の中国人船長を、即時無条件で釈放することを日本側に求める」と発言、中国人船長の即時・無条件解放を日本に要求した。国の首脳がこの問題に触れたのは初めてとされる。さらに温家宝は、「日本側が釈放しなければ、中国はさらなる対抗措置を取る用意がある。その結果についてすべての責任は日本側が負わなければならない」と日本を恫喝し、「日本側が早急に過ちを正し、中日関係を正しい道筋に戻すことは、両国人民の根本利益に合致するだけでなく、平和・協力という世界の潮流とも一致する」と述べた。またアメリカのニューヨークで開催された国際連合会議に出席した温家宝は、2010年9月21日の夜、現地の華僑や中国人留学生らとのレセプションの席で、漁船衝突事件で拘留されている中国人船長を直ちに無条件で釈放するよう求める談話を発表した。温家宝は「最近日本は釣魚島で操業していた漁船と船員を拘留し、現在に至るまで船長を釈放せずに日本の国内法で処理しようとしている。これは違法かつ不条理であり、船員やその家族を大いに傷つけ、国内外の中華子女による強い憤りを引き起こした」「我々は数度に渡って正しい道理のもとに日本に対して交渉を行ってきたが、日本側は聞く耳を持たない。このような状況では、われわれは然るべき対抗措置を採らざるを得ない。この場を借りて、私は日本政府に対して直ちに中国人船長を無条件で釈放することを強く求める」と改めて主張した。尖閣諸島を「釣魚島は中国の神聖な領土である」と強調し、「日本がわれわれの意見を聞かないのであれば、われわれは更なる行動に出る。これによってもたらされる一切の重大な損失は、日本が全てその責任を負わなければならない」と、中国共産党政府による声明の内容をほぼ踏襲するもので締めくくった。
2010年10月5日の未明、ベルギーのブリュッセルにて菅直人首相と会談した際に菅が尖閣諸島について「わが国固有の領土であり、領土問題は存在しない」としたのに対して、中国の外務省は温家宝が「中国固有の領土だ」と主張したことを発表した。

## ケンブリッジ大学での出来事
2009年1月末から2月初めにかけて温はヨーロッパを訪問した。2月2日、イギリスのケンブリッジ大学にて講演していたところ、会場にいた男から靴を投げつけられる騒ぎがあった。男は「ここに独裁者がいるぞ。彼が語る嘘をよく聞いていられるな。反論もしていないじゃないか」「どうして大学は独裁者に身を売ることができたのか?」 などと叫んでいた。講演は中断し、靴を投げた男は他の聴衆から非難され、会場から排除されたあとに地元警察に逮捕された。講演再開後、温家宝は「我々は平和にやっている。男の行為が中英の友好を妨げることはない。調和は武力によって妨害されないと歴史が証明している」と述べ、講演の会場内の学生たちが拍手で応えた。拍手していたのは中国人留学生であった。中国国内では事件に関する報道を抑制していたが、インターネット上では温家宝支持とイギリス批判の書き込みが盛んにおこなわれた。2月3日、中国外交部は公式に批判声明を出した。ケンブリッジ大学は事件について公式サイトで謝罪表明を行った。

## 人物
趣味はランニング。外遊に出た際も早朝のランニングは欠かさず行っている。また、以前は野球をやっていたとのことで2007年の来日の際に、立命館大学の学生と野球を楽しんでいた（ちなみに左投左打）。事故などの災害時に現地視察の際に、よく泣く姿が映し出されるため、しばしば「泣きの温家宝」と評される。「宝宝（宝ちゃん）」の愛称で呼ばれることもある。特権階級であるが中国内外において庶民的な人物というイメージを持たれており、「人民の総理」と評される。また、メディアに向かって優しい老人の姿を見せて国民の人気を得る一方で、政府の政策が国民の望むようなことを必ずしもしていないことから、「温家宝がメディアで見せる表情は芝居である」という意見が出され香港では2010年には『中国影帝温家宝』という評伝が出された。題名の「影帝」とは「電影の帝王」つまり「映画スター」・「名優」という意味であるが、「影の皇帝」という意味とも取れる。
幼い孫とテレビを一緒に視聴することがあるが、それに関して「孫と一緒に見るのはウルトラマンなど外国のアニメばかり。国産のアニメを育成しないといけない」と記者たちの前で発言した。日本や韓国のアニメ制作の下請けをしてる無錫市のアニメ制作会社を視察した際もオリジナルアニメの制作を奨励し、日中合作アニメ『チベット犬物語』の制作も支援した。
温は、ソーシャル・ネットワーキング・サービスのFacebookにプロフィールを持っていた。このサイトでの温は、プロフィールが2008年6月16日ごろに削除されるまでは有名な政治家上位5人のうちの1人であった。

### 胡耀邦との関係
温家宝は、六四天安門事件のきっかけにもなった胡耀邦元総書記を「師」と仰いでいる。2010年4月15日、温家宝は人民日報に胡耀邦を偲ぶ回想記を発表した。「胡氏が現場の状況を理解しようとしていたことは明白であり、『（指導者は）民衆の苦しみを子細に観察し、直接の資料を把握しなければならない』という胡氏の言葉が耳に残る」「清廉潔白で親しみやすかった姿が今でも懐かしさとともに思い浮かぶ」とした。温家宝は胡耀邦の死去の際に、入院先に真っ先に駆けつけたという。また、温家宝は毎年旧正月の時期になると胡耀邦の居宅を訪問し、胡耀邦の肖像画を見ることで仕事の原動力になる、と語った。

## 語録
- 温家宝は中国の早い経済成長・社会正義・公正さについて「艦隊の速さが測定されるのは、もっとも速い船ではなく、むしろもっとも遅い船であります」と述べている[47]。
- 2003年3月、普段は控えめな温家宝が『「私の脳はコンピューターのようだ」「実に多くの統計を私は記憶できる」と述べた』と、スイスの前駐中大使が伝えた[48]。

## 家族
夫人の張培莉との間に一男一女を儲けた。長男の温雲松（zh:温云松）は投資家で、2006年にタックス・ヘイヴンのイギリス領バージン諸島に、全株を持つ取締役としてTrend Gold Consultantsなる会社を設立し、2008年までに解散した。優創科技（中国）有限公司（Unihub Global Network）創業者で、2012年には中国衛星通信集団有限公司の董事長になった。

## 資産
2012年10月、米紙ニューヨーク・タイムズの上海特派員であるen:David Barbozaは、「1998年に温が国務院副首相に指名されて以降、首相の夫人を含む一族が、強引な手法で少なくとも27億ドル相当（約2200億円）の資産を蓄え、管理している」と報じた。
尚、この27億ドルにおよぶ巨額蓄財は、zh:段偉紅（ホイットニー・ドュアン）とzh:沈棟（デズモンド・シャム）が手助けをしたとされる。

## エピソード
- 2010年12月30日に人民日報の見出しにおいて、温家宝の名前を「温家室」と誤植した[56]。
- 2012年3月14日、温家宝は「両会」の記者会見で王立軍事件を持ち出して重慶市の共産党委員会・市政府を批判した[57]。また、文化大革命に喩えて薄熙来へ批判と思われる発言も行った[11][58]。その直後に薄熙来は失脚したため、一部の薄熙来支持者は温を「漢奸」と呼び、法律で処罰することを呼びかけた[59]。
- 2016年4月27日、台湾基隆市の緑地で、「台湾英雄」として温の銅像の除幕式を開かれたが、市民からの猛反発を受け、銅像の撤去が決定された[60][61]。
- 上海申花足球倶楽部に所属する同姓同名のサッカー選手がおり、2022年に行われたEAFF E-1サッカー選手権において、日本と中国の試合に出場し話題となった[62]。